# Frederick (Kansas)
Frederick is een plaats (city) in de Amerikaanse staat Kansas, en valt bestuurlijk gezien onder Rice County.

## Demografie
Bij de volkstelling in 2000 werd het aantal inwoners vastgesteld op 11.
In 2006 is het aantal inwoners door het United States Census Bureau geschat op eveneens 11.

## Geografie
Volgens het United States Census Bureau beslaat de plaats een oppervlakte van
0,5 km², geheel bestaande uit land.

## Plaatsen in de nabije omgeving
De onderstaande figuur toont nabijgelegen plaatsen in een straal van 20 km rond Frederick.